# Quadrat (Mathematik)

, oder (5 zum Quadrat), kann grafisch als ein Quadrat dargestellt werden. Jedes Kästchen repräsentiert eine Einheit,, und das gesamte Quadrat, oder die Fläche des Quadrats.

In der Mathematik versteht man unter dem Quadrat einer Zahl einen Rechenausdruck (Term), der die Multiplikation dieser Zahl mit sich selbst ausdrückt. Die Berechnung eines solchen Quadrates nennt man entsprechend Quadrieren. Als Symbol für das Quadrat einer Zahl wird die hochgestellte Ziffer 2 verwendet.
Beispiel: „5 (zum) Quadrat“ bzw. „5 hoch 2“
{\displaystyle 5^{2}=5\cdot 5=25}

## Allgemeines
Die Bezeichnung „Quadrat“ stammt aus der Geometrie: Ein Quadrat im geometrischen Sinn ist ein Viereck mit vier gleich langen Seiten und vier rechten Winkeln. Der Flächeninhalt eines solchen Quadrates wird berechnet durch Multiplikation der Seitenlänge mit sich selbst.
Das Quadrat einer Zahl ist ein Spezialfall einer Potenz, nämlich eine Potenz mit dem Exponenten 2.

## Quadratzahlen
Die Quadrate der natürlichen Zahlen nennt man Quadratzahlen:
{\displaystyle 1^{2}=1;\;2^{2}=4;\;3^{2}=9;\;\ldots }
Es können aber auch Quadrate von beliebigen reellen oder sogar komplexen Zahlen gebildet werden. Allgemeiner lässt sich der Quadratbegriff auf alle multiplikativ geschriebenen inneren zweistelligen Verknüpfungen anwenden, beispielsweise auf die Multiplikation von Matrizen.

## Quadratfunktion

Der Graph der Quadratfunktion ist eine Parabel.

Die Funktion {\displaystyle x\mapsto x^{2}}, die jeder reellen Zahl {\displaystyle x} ihr Quadrat {\displaystyle x^{2}} zuordnet, heißt Quadratfunktion und gehört zu den quadratischen Funktionen. Ihr Graph in einem kartesischen Koordinatensystem ist die sogenannte Normalparabel. Die Umkehrfunktion der auf nicht-negative reelle Zahlen eingeschränkten Quadratfunktion ist die (Quadrat-)Wurzelfunktion, die jeder Zahl {\displaystyle x\in \mathbb {R} _{0}^{+}} ihre Quadratwurzel {\displaystyle {\sqrt {x}}} zuordnet.

## Eigenschaften
- Für Eigenschaften des Quadrats natürlicher Zahlen siehe Quadratzahl.
- Das Quadrat einer negativen Zahl ergibt immer das Quadrat ihrer (positiven) Gegenzahl: {\displaystyle (-a)^{2}=a^{2}}

## Tastatur
Auf der deutschen PC-Tastatur liegt das ²-Zeichen als dritte Belegung auf der 2-Taste und kann mit Hilfe der Alt-Gr-Taste eingegeben werden. Oft kann man auch statt Alt Gr die beiden Tasten Strg und Alt verwenden. Bei einer Apple-Tastatur hingegen gibt es keine definierte Tastenkombination für das ²-Zeichen. Das ²-Zeichen ist mit der Codenummer 178 (hexadezimal B2) Bestandteil der Zeichenkodierung ISO 8859-1 (bzw. ISO 8859-15) und damit auch des Unicodeblock Lateinisch-1, Ergänzung.